# Douglas Lilburn
Douglas Lilburn (celým jménem Douglas Gordon Lilburn) (2. listopadu 1915 Wanganui – 6. června 2001 Wellington) byl novozélandský hudební skladatel.

## Život
Lilbrun vyrostl na farmě na severním ostrově Nového Zélandu. Po studiu hudby ve městě Christchurch (kde v roce 1936 získal cenu od Percy Graingera) následovalo studium skladby na Royal College of Music v Londýně, mezi jinými u Ralpha Vaughana Williamse. V roce 1940 se vrátil zpět na Nový Zéland, kde se usadil zpět ve městě Christchurch. O sedm let později v roce 1947 se stal učitelem na Victoria college, dnes univerzitě ve Welingtonu. Tam se také v roce 1970 stal profesorem. Významně se též podílel na budování hudební scény na Novém Zélandu.

## Vyznamenání
- Řád Nového Zélandu – 6. února 1988

## Skladby (výběr)
- Forest (Tone Poem) (1936)
- Drysdale Overture (1937)
- Kantate „Prodigal Country“ (1939)
- Festival Overture (1939)
- Aotearoa Overture (1940)
- A Song of Islands (Tone Poem) (1946)
- 3 Symfonie (1949, 1951, 1961)
- další různé skladby pro smyčcový orchestr